# Dòng kẻ phụ
Dòng kẻ phụ (tiếng Anh: ledger line, leger line) là đường kẻ ngang,ngắn được vạch bên trên hoặc bên dưới khuông nhạc nhằm tạo chỗ để ghi các nốt nhạc có cao độ vượt quá phạm vi khuông nhạc. Dòng kẻ phụ chỉ dài hơn chút ít so với chiều rộng của thân nốt nhạc và nằm song song với các dòng kẻ của khuông nhạc, cách nhau khoảng cách bằng với khoảng các giữa các dòng kẻ chính trong khuông nhạc.

Các nốt nhạc được viết trên những dòng kẻ phụ nằm ở bên trên khuông nhạc. Các dòng kẻ phụ bên phải có vẻ nằm quá cao, vì thế có thể dùng ký hiệu 8va để khắc phục.

Mặc dù dòng kẻ phụ đã thỉnh thoảng xuất hiện trong các bản chép tay những nhạc phẩm thánh ca và trong các bản nhạc phức điệu thời sơ khai nhưng phải đến đầu thế kỷ 16 thì việc sử dụng nó mới phổ biến nhiều khi người ta viết nhạc cho nhạc cũ phím (Anon. 2001). Ngay cả đến thời đó rồi mà những người làm nghề in ấn vẫn tỏ ra ác cảm với loại ký hiệu này bởi chúng gây khó khăn cho họ khi sắp đặt bản in, làm lãng phí trang giấy và gây cảm giác lộn xộn về mặt hình thức. Những người sáng tác nhạc có lời tìm cách sử dụng nhiều loại khóa nhạc nhằm giữ cho nốt nhạc nằm càng gọn trong khuông càng tốt; trong ký hiệu nhạc dành cho nhạc cụ phím, một cách phổ dụng nhằm tránh dùng dòng kẻ phụ là dùng "bản tổng phổ mở" gồm bốn khuông nhạc với các khóa nhạc khác nhau. (Godwin 1974, 16–17).
Khi nào có nhiều nốt nhạc đòi hỏi phải vạch nhiều hơn ba dòng kẻ phụ thì thường người soạn nhạc sẽ chuyển sang dùng khóa nhạc khác hoặc ghi ký hiệu 8va (nghĩa là "tăng cao độ thêm một quãng tám khi chơi nhạc này"). Khi ký nhạc cho một số nhạc cụ dịch âm (transposing instrument) như piccolo, double bass, ghita hoặc khi người hát có giọng tenor thì sẽ thực hiện dịch giọng ở quãng tám nhằm tránh dòng kẻ phụ.
Cách ký nhạc dành cho tuba, trombone và euphonium luôn dùng dòng kẻ phụ bên dưới khuông nhạc khóa Fa và không bao giờ dùng ký hiệu 8va bassa (nghĩa là "giảm cao độ xuống một quãng tám khi chơi nhạc này"). (Read 1969, 354).